# Новофедоровка (Міякинський район)
Новофе́доровка (рос. Новофёдоровка, башк. Яңы Федоровка) — присілок у складі Міякинського району Башкортостану, Росія. Входить до складу Сатиєвської сільської ради.
Населення — 63 особи (2010; 92 в 2002).
Національний склад:
- росіяни — 78 %